# Губа (Логойський район)
Губа (біл. вёска Губа) — село (веска) в складі Логойського району Мінської області Білорусі, підпорядковане Околовській сільській раді.
Село Губа розташоване в центральних районах Білорусі, у північній частині Мінської області - орієнтовне розташування [Архівовано 23 червня 2007 у Wayback Machine.].